# サブリナ (フェリー)
サブリナ（SABRINA）は、近海郵船が運航していたフェリー。釧路と東京を結ぶ航路に就航していた。

## 概要
同航路に従来就航していたさろまに代わり、姉妹船のブルーゼファーと共に1990年に就航。1990年5月17日東京発便から就航、本船の導入に合わせ釧路港フェリーターミナルの改築も行われた。
L型エンジン9気筒のエンジンを採用し、東京-釧路間の所要時間を3時間削減し往路を33時間30分から30時間35分・復路を31時間10分から28時間15分とした。船名はオードリー・ヘップバーンが出演した映画「麗しのサブリナ」の主人公名から命名され、従来のフェリーのイメージを一新すべくオードリー・ヘップバーンの代表作「ローマの休日」などのような優雅さやゴージャスなリゾートライフ、同映画の主人公・サブリナのような優美な船旅をイメージしたものとした。
1993年には、釧路市でのラムサール条約締約国会議を記念し綿引明浩デザインによる青色を基調に鳥・魚・草木・水辺を組み合わせた高さ8m・横41mのアートペインティングが胴体に施された。
その後1996年9月からは上り便のみ十勝港への寄港を開始したが、旅客・貨物の減少が続いたため、釧路港に就航したRO-RO船による運航に切り替えられることになり、1999年11月11日の釧路発便をもって運航を終了した。
その後、韓国の威東航運へ売却されNEW GOLDEN BRIDGE IIとなり、大韓民国の仁川港と中華人民共和国の威海港間を結ぶ国際航路で2018年まで運航された。
2018年11月には「GOLDEN BRIDGE」に改名のうえギリシャへ移送され、A-Ships Managementに売却し2019年にスペイン・FRSイベリアのモトリル - メリリャ航路へのチャーター、2020年7月からイグメニツァ - ケルキラ島（ギリシャ） - ブリンディジ（イタリア）航路に就航。2022年からはGNV（Grandi Navi Veloci）に用船されスペイン国内の航路にて運航。

## 船内
レジャー志向で最も進んでいる若い女性をターゲットにし、「外観上アピールするものがある」「女性に好感をもたれる設備を備える」「より快適でより安全な船」「内装・サービス・食事なども他の船と違う位置付けをする」といったコンセプトを設定。北郷悟による外観デザインなど船体内外のデザインにデザイナーを起用して旅客重視の豪華な船内設備でクルーズフェリーと称し、自然の中にいる安らぎの再現や散歩の気分を味わえるラウンド式の船内設計とし、左舷側にプロムナードを寄せてレストランなどへ回遊しやすくする形とした。
「海に降りた光のオブジェ」「光と海」をコンセプトとした船内で、1990年のグッドデザイン賞を受賞している。ファンネルマークは三徳健次によるデザインで、従来の近海郵船のものと異なる赤と青のラインで釧路を代表するタンチョウをイメージしたものとなっていた。また、ブリッジは中央部が前方にやや突き出す形で操船者があまり動き回らず広い視界が得られる形とし、赤外線ビデオとレーダーを組み合わせた「サイエンズ・アイズ」を用いて濃霧時の安全性も確保した。
Aデッキ
- イベントホール「ステラ」(威東航運時代はエコノミールーム兼会議室)

Bデッキ
- レストラン「ラビアンローズ」（160席）[21]
- バックラウンジ（威東航運時代はカラオケルーム）
- スポーツコーナー（威東航運時代はカラオケルーム）
- ミーティングルーム（3室 威東航運時代は2室をエコノミークラス室に使用）
- フォワードサロン（1等・特等客用） - ソファーを中心とした内装とした[2][21]。
- プロムナードギャラリー - 各種絵画を展示、壁面は波のイメージを施している[21]。
- マガジンコーナー（威東航運時代はカフェテラス）
- サンデッキ
- 特等室「ロイヤルステート」（8室・24名）（威東航運時代はプレジデンシャルキャビン2室・デラックスロイヤル6室）
- 1等室
  - ファーストファミリー（和室 6室・30名）（威東航運時代はビジネスクラス）
  - ファーストツイン（洋室 2名×16室・32名）（威東航運時代はロイヤルクラス）
  - ファーストシングル（シングル 8室・8名）（威東航運時代はロイヤルクラス）

Cデッキ
- 乗下船口
- フロント
- TVコーナー
- ショッピングコーナー
- 展望風呂（威東航運時代はサウナ）
- ゲームコーナー（威東航運時代は売店「GS25」）
- チルドレンズコーナー（威東航運時代は免税店）
- コーヒーラウンジ（60席 威東航運時代は免税店）
- ビアデッキ
- サービスカウンター
- フォワードサロン（2等客用） - 丸窓を用いたバーカウンター風としていた[21][2]。
- 2等特別室「デラックスコンパート」（洋室4名×12室、和洋室5名×12室[2] 威東航運時代はビジネスクラス）
- 2等寝台「ツーリストベッド」（2段ベッド 48名×1室、64名×3室 合計240名[2]）（威東航運時代はエコノミークラス）
- 2等和室「ツーリストルーム」（24名×4室、36名×3室[2]）（威東航運時代はエコノミークラス）
- ドライバーズルーム「スペシャルコンパート」（2段ベッド[2] 20名）（威東航運時代はエコノミークラス）

D・Eデッキ
- 車両甲板（トラック搭載区域）

F・Gデッキ、下層甲板
- 乗用車搭載区域

## 事故・インシデント

### 接岸中の暴走事故
1993年9月28日、20時26分ごろ、釧路港から東京港に到着して接岸して係船後、遠隔操縦装置の切替操作のミスにより、船体が移動した。船体に引きずられたボーディングブリッジが落橋、作業員1名が死亡、職員2名が重傷を負った。本船は右舷外板に凹損を生じ、舷門開き戸が破損した。
事故原因は、航海中に修理のために主機を機関制御室操縦とした後、船橋操縦に戻す際に機関制御室のテレグラフを「ストップ」に戻すのを失念したためであった。機関制御室のテレグラフは「前進・フル」のままであったため、接岸後に主機停止のため機関制御室操縦に切り替えた際、前進の推力が生じて、異常に気がついた航海士が対応するまでに船首尾にとられていたライン6本中5本が切断、船体は約80メートル前進した。